# It's OK I'm OK
"It's OK I'm OK" (estilizada "It's ok I'm ok") é uma canção da cantora canadense Tate McRae, lançada em 12 de setembro de 2024, pela RCA Records como o primeiro single de seu terceiro álbum de estúdio So Close to What (2025). McRae co-escreveu a canção com Ryan Tedder, Savan Kotecha e seu produtor Ilya. É musicalmente derivada do gênero pop e eletrônica, com elementos do R&B contemporâneo e influências do hip hop.
Obteve um desempenho comercial positivo, tornando-se a estreia de McRae de maior sucesso na parada musical estadunidense Billboard Hot 100 e alcançando o top 20 das tabelas musicais de vários países, incluindo Austrália, Canadá, Cingapura, Noruega e Reino Unido. O vídeo musical correspondente foi dirigido por Hannah Lux Davis, onde em uma das cenas apresenta McRae editada para aparecer como se estivesse nua, o que atraiu grande atenção da mídia.

## Antecedentes e lançamento
Após lançar seu segundo álbum de estúdio, Think Later, em dezembro de 2023, McRae embarcou em sua turnê de divulgação. O álbum gerou "Greedy", que foi um de seus singles de maior sucesso nas paradas musicais. Em março de 2024, McRae revelou que havia retornado ao estúdio e estava "escrevendo e vendo o que primeiro lhe vinha em mente, especialmente porque foi logo depois do lançamento do [seu] álbum". McRae escreveu a música "It's OK I'm OK" com Ryan Tedder, Savan Kotecha e seu produtor, Ilya Salmanzadeh. Liricamente, a música é sobre uma mulher falando sobre seu ex-namorado. A narradora está feliz por não estar mais em um relacionamento com seu ex, e avisa sua nova namorada sobre ele não ser tão bom quanto parece. "It's OK I'm OK" é uma faixa pop eletrônica melancólica com influências de hip hop e elementos de R&B contemporâneo. A música é escrita em compasso 4/4 com um andamento de 115 bpm. Salmanzadeh disse à Billboard em outubro de 2024 que a música foi escrita depois que seus compositores perguntaram a McRae se ela queria algo para beber durante as sessões no estúdio, ao que McRae respondeu "tudo bem, estou bem", o que Salmanzadeh achou cativante.
Em 22 de agosto de 2024, durante sua apresentação no Madison Square Garden, McRae cantou a música pela primeira vez como bis na turnê. Incluía a letra “Tudo bem. Estou bem. Não preciso dizer nada. Tudo bem. Pode ficar com ele.” De acordo com Lexi Carson, da Variety, "elementos [disso] evocaram músicas do álbum Oops!... I Did It Again (2000) de Britney Spears". McRae postou uma foto sua com o título da música escrito na areia em setembro de 2024, afirmando que "vocês não estão prontos" para isso. Seu colaborador de longa data, Tedder, curtiu a postagem. A canção foi disponibilizada para pré-encomenda em 23 de agosto, sendo lançada como single pela RCA Records em 12 de setembro de 2024.
A apresentação ao vivo da música no Madison Square Garden foi lançada exclusivamente no canal de McRae no YouTube em 18 de setembro de 2024, e foi carregada em plataformas de streaming online como single em 4 de outubro de 2024. Um maxi single digital com a versão original da música, um remix de Ian Asher, versões sped up e slowed down e o seu instrumental foi lançado em 11 de outubro de 2024 em plataformas digitais e de streaming.

## Vídeo musical
O vídeo foi lançado juntamente com a música e foi dirigido por Hannah Lux Davis. Falando sobre as inspirações por trás do vídeo, McRae disse: "Tantos vídeos de música pop. Como da velha Britney e Christina. É muito exagerado, eu diria. Sean [Bankhead] arrasou na coreografia." O videoclipe se passa na cidade de Nova York e mostra McRae andando pelas ruas com várias roupas. Em um ponto, ela é presa por parecer estar nua. McRae revelou em uma entrevista que ela realmente usava um top nude da Skims e shorts curtos, e a nudez foi editada posteriormente. Os pais dela estavam presentes no set aplaudindo: "Uau, isso é demais!"

## Faixas e formatos
- Download digital / streaming[30]

1. "It's OK I'm OK" — 2:36

- It's OK I'm OK — Maxi single digital[22]

1. "It's OK I'm OK" — 2:36
2. "It's OK I'm OK" (Ian Asher remix) — 2:46
3. "It's OK I'm OK" (sped up) — 2:23
4. "It's OK I'm OK" (slowed down) — 2:53
5. "It's OK I'm OK" (instrumental) — 2:36

## Créditos
Todo o processo de elaboração de "It's OK I'm OK" atribui os seguintes créditos:
Produção
- Tate McRae — vocais, composição, letras
- Ilya Salmanzadeh — composição, letras, produção, arranjo, programação, vocal de apoio, baixo, bateria, teclados, piano
- Ryan Tedder — composição, letras, produção adicional, arranjo, programação, percussão, produtor executivo
- Savan Kotecha — composição, letras
- Zach Fenske — guitarra
- Rich Rich — engenharia
- Sam Holland — engenharia
- Bryce Bordone — assistência de engenharia
- Dave Kutch — engenheiro de masterização
- Serban Ghenea — engenheiro de mixagem
- Melvin Godfrey — engenheiro de gravação
- Silad Wong — engenheiro de gravação
- Darion Ja'Von Dean — programação
- Phillip Lewis — programação
- Chloe Weise Donovan — diretora de A&R
- Jaryn Valdry — diretora de A&R

## Desempenho nas tabelas musicais
| País — Tabela musical (2024—25)       | Melhor posição |
| ------------------------------------- | -------------- |
| Alemanha (Official German Charts)     | 71             |
| Austrália (ARIA)                      | 14             |
| Áustria (Ö3 Austria Top 40)           | 49             |
| Canadá (Canadian Hot 100)             | 12             |
| Canadá (CHR/Top 40)                   | 14             |
| Canadá (Hot AC)                       | 20             |
| Chéquia (IFPI Česká Republika)        | 77             |
| Coreia do Sul BGM (Circle)            | 157            |
| Dinamarca (Tracklisten)               | 35             |
| Eslováquia (Rádio Top 100)            | 62             |
| Eslováquia (IFPI Slovenská Republika) | 76             |
| Estados Unidos (Billboard Hot 100)    | 20             |
| Estados Unidos (Adult Contemporary)   | 30             |
| Estados Unidos (Adult Pop Songs)      | 19             |
| Estados Unidos (Hot Dance/Pop Songs)  | 1              |
| Estados Unidos (Pop Songs)            | 8              |
| Estónia (TopHit)                      | 34             |
| França (SNEP)                         | 122            |
| Global 200 (Billboard)                | 19             |
| Grécia (IFPI)                         | 13             |
| Irlanda (IRMA)                        | 13             |
| Líbano (Lebanese Top 20)              | 7              |
| Lituânia (AGATA)                      | 94             |
| Lituânia (TopHit)                     | 18             |
| Nigéria (TurnTable Top 100)           | 57             |
| Noruega (VG-lista)                    | 14             |
| Nova Zelândia (RMNZ)                  | 12             |
| Países Baixos (MegaCharts)            | 42             |
| Reino Unido (Singles)                 | 14             |
| Singapura (RIAS)                      | 14             |
| Suécia (Sverigetopplistan)            | 39             |
| Suíça (Schweizer Hitparade)           | 41             |

| País — Tabela musical (2024) | Melhor posição |
| ---------------------------- | -------------- |
| Estónia (TopHit)             | 67             |
| Lituânia (TopHit)            | 21             |

| Região                                                       | Associação   | Certificação | Vendas   |
| ------------------------------------------------------------ | ------------ | ------------ | -------- |
| Austrália                                                    | ARIA         | Ouro         | 35.000‡  |
| Canadá                                                       | Music Canada | Ouro         | 40.000‡  |
| Nova Zelândia                                                | RMNZ         | Ouro         | 15.000‡  |
| Reino Unido                                                  | BPI          | Prata        | 200.000‡ |
| ‡vendas+valores de streaming baseados apenas na certificação |              |              |          |